# Linh Xuyên
Linh Xuyên (tiếng Trung: 灵川县, bính âm: Quánzhōu Xiàn, Hán Việt: Linh Xuyên huyện) là một huyện thuộc địa cấp thị Quế Lâm, Khu tự trị dân tộc Choang Quảng Tây, Cộng hòa Nhân dân Trung Hoa. Huyện Linh Xuyên có diện tích 2.288 km², dân số 350.000 người, mã số bưu chính 541200, huyện lỵ ở trấn Linh Xuyên.

## Các đơn vị hành chính
Huyện này có 7 trấn, 2 hương và 2 hương dân tộc:
- Trấn: Linh Xuyên (灵川), Định Giang (定江), Tam Nhai (三街), Đàm Hạ (潭下), Thanh Sư Đàm (青狮潭), Linh Điền (灵田), Đại Vu (大圩).
- Hương：Hải Dương (海洋), Triều Điền (潮田).
- Hương dân tộc： Lan Điền Dao tộc (兰田瑶族), Đại Cảnh Dao tộc (大境瑶族).